# 廣部硬器
株式会社廣部硬器（ひろべこうき）は、福井県福井市に本社を置くセラミックス造形企業。
創立は昭和31年（1956年）、設立は昭和51年（1976年）。

## 事業所
- 本社 ： 福井県福井市深谷町5-15
- 東京営業所 ： 東京都足立区綾瀬4-9-33-301

## 主な製品
警察紋章の国内シェアは第一位。
- ダイヤスタイト : 警察紋章・消防紋章、館名文字、寺紋・家紋、サインタイル等のセラミックス製品
- セラチッコウ : セラミックス蓄光材
- 樹脂チッコウ : 樹脂蓄光材
- 点字鋲